# Tibiao
Tibiao è una municipalità di quarta classe delle Filippine, situata nella Provincia di Antique, nella Regione del Visayas Occidentale.
Tibiao è formata da 21 baranggay:
- Alegre
- Amar
- Bandoja (Lupa-an)
- Castillo
- Esparagoza
- Importante
- La Paz
- Malabor
- Martinez
- Natividad
- Pitac
- Poblacion
- Salazar
- San Francisco Norte
- San Francisco Sur
- San Isidro
- Santa Ana
- Santa Justa
- Santo Rosario
- Tigbaboy
- Tuno